# Muscles
«Muscles» (español: Músculos) es un sencillo de 1982, escrito y producido por Michael Jackson e interpretada por la cantante de R&B/soul Diana Ross.
El sencillo alcanzó el #10 en el Hot 100 (manteniendo esta posición durante 6 semanas) y el #4 en el U.S. R&B. Además, es el primer sencillo del álbum Silk Electric. La canción, que lleva el nombre de la serpiente mascota de Jackson y escrita para Ross y su "deseo" de un amante musculoso, fue la duodécima y última nominación de Ross al Grammy en la categoría Mejor Interpretación Vocal Femenina de R&B.

## Video
El video musical muestra a Ross en la cama soñando con hombres musculosos. En una escena aparece flotando en el aire sobre un paisaje que resulta ser hombres con cuerpos musculosos.

## Lista de canciones
UK Vinyl, 12" (12CL 268)
1. Muscles (4:36)
2. I Am Me (3:50)

US Vinyl, 12", Promo(JD-13382)
1. Muscles (6:38)
2. I Am Me (3:50)

US Vinyl, 7" (PB 13348 )
1. Muscles (3:59)
2. I Am Me (3:50)

FR Vinyl, 7" (2C 008-86609 )
1. Muscles (3:59)
2. I Am Me (3:50)

NE Vinyl, 12" (052Z-86609)
1. Muscles (4:35)
2. I Am Me (3:47)

NE Vinyl, 7" (1A 006-86609)
1. Muscles (3:59)
2. I Am Me (3:50)

## Listas musicales
| Lista musical (1982)            | Posición más alta |
| ------------------------------- | ----------------- |
| UK Singles Chart                | 15                |
| Billboard Adult Contemporary    | 27                |
| Billboard Hot 100               | 10                |
| Billboard Hot R&B/Hip-Hop Songs | 4                 |